# Michael Nikolay
Michael Nikolay (n. 13 decembrie 1956, Berlin, RDG) este un gimnast artistic ce a reprezentat Germania, medaliat olimpic. A participat la 2 ediții ale Jocurilor Olimpice (1976, 1980) în care a câștigat o medalie de argint și 3 medalii de bronz.